# El Gran Carlemany
El Gran Carlemany (Carol cel Mare) e imnul național al Andorrei. Scris de Enric Marfany Bons (1871-1942), și compus de Joan Benlloch i Vivó (1864-1926), a fost adoptat in 1921. 

## Text
El Gran Carlemany
El gran Carlemany, mon pare,
dels alarbs me deslliurà,
i del cel vida em donà,
de Meritxell la gran Mare.
Princesa nasquí i pubilla
entre dos nacions, neutral;
sols resto l'única filla,
de l'imperi Carlemany.
Creient i lliure onze segles,
creient i lliure vull ser
siguin els furs mos tutors
i mos Prínceps defensors,
i mos Prínceps defensors!